# أنجي نج
أنجي نج هي عارضة ماليزية، ولدت في 24 فبراير 1987 في بينانق في ماليزيا.

## وصلات خارجية
- الموقع الرسمي